# لاري ميتشيل
لاري ميتشيل (بالإنجليزية: Larry Mitchell)‏ هو لاعب كرة قاعدة أمريكي، ولد في 16 أكتوبر 1971 في فلينت في الولايات المتحدة.

## وصلات خارجية
- لاري ميتشيل على موقعبيزبول رفرنس.كوم (الدوري الرئيسي) (الإنجليزية)